# Tamit
Tamit était une cité de la Nubie chrétienne sur le Nil dans ce qui est maintenant le sud de l'Égypte. Les ruines de huit d'église ont été étudiées avant que l'endroit ne soit complètement submergé par la montée du lac Nasser en 1964/65.

## Localisation
Tamit était situé sur la rive gauche du Nil, entre la 1re et la 2e Cataracte, à quelques kilomètres au nord-est d'Abou Simbel, à environ 70 kilomètres de la ville frontalière soudanaise de Wadi Halfa et à mi-chemin entre les anciennes villes de Qustul et Qasr Ibrim. En face se dressait la petite église de Kaw sur la rive opposée du fleuve.

## Historique des recherches
Au début des années 1930, Ugo Monneret de Villard (1881–1954) effectue des fouilles pour le compte de l'Autorité égyptienne des antiquités, avec le soutien du ministère italien des Affaires étrangères.
Dans le cadre de l'opération de sauvetage de l'UNESCO, débutée en 1960 peu de temps avant que la plupart des sites antiques de la Basse-Nubie ne soient inondés, une équipe de l'Université de Rome dirigée par Sergio Donadoni fouille les cités de Tamit et de Sabagura. Ils dégagent les ruines enfouies sous le sable et cartographient le site. Durant les fouilles qui se déroulent du 26 Août au 16 septembre 1964, ils découvrent deux églises jusque-là inconnues.
En février 1964, Friedrich Wilhelm Deichmann, Erich Dinkler, Peter Grossman et d'autres membres de l'Institut archéologique allemand étudient les plus grandes églises lors d'un court voyage à travers la Basse Nubie.
En 1965, William Yewdale Adams classe les églises nubiennes en fonction de leurs caractéristiques. Le type Tamit correspond au style 3b qui s'est développé de 800 à 1250.

## Urbanisme
Tamit est l'une des petites villes typiques de la Basse-Nubie, elle s'est développée à partir de la christianisation au VIe siècle jusqu'à son islamisation au XVe siècle. Les maisons, principalement en briques d'adobe, comportent deux à trois longues petites pièces rectangulaires couvertes de voûtes nubiennes. Dans certaines d'entre elles, un escalier mène à un étage supérieur. Le plan de la ville ne révèle pas de cohérence particulière, les maisons sont très proches les unes des autres, beaucoup de chemins sont sans issue, probablement fermés lorsque l'urbanisation est devenue plus dense. Une place semble avoir occupé le centre de la cité. Les églises se trouvent en bordure des zones d'habitation. La population ne devait pas y dépasser les 200 à 400 habitants.
Ugo Monneret de Villard mentionne un mausolée chrétien dans le cimetière nord de Tamit, il avait la forme d'un tétrapyle avec un dôme circulaire. Quatre piliers en briques d'adobe, disposés en carré, supportaient le dôme. Ce bâtiment était similaire à la tombe de l'évêque Petros à Faras.

### Église double
Ugo Monneret de Villard avait décrit cette église, située à l'est de la cité, comme « gruppo delle tre chiese contigue » (trois églises contiguës), il s'agit en fait d'une double église. La première église (église sud), le bâtiment le plus ancien du site, semble avoir eu trois nefs. Elle était de forme rectangulaire et mesurait 15,5 × 11 mètres. Elle était couverte par trois voûtes nubiennes dans le sens de la longueur. À une certaine époque, le bas-côté nord a été démoli et remplacé par une deuxième église à trois nefs conforme au plan des églises nubiennes. Il y avait donc deux églises reliées entre elles par leur plus long côté.
La deuxième église (église nord), également rectangulaire, mesurait environ 16 mètres de long et près de 10 mètres de large. À l'extrémité est se trouvait l'autel dans un espace en forme d'abside (l'Haikal dans l'Église copte). De chaque côté de cet espace, il y avait deux pièces reliées par un couloir passant derrière le Haikal : le diakonicon au sud et la prothèsis au nord, ces deux pièces correspondent à la sacristie (les pastophoria dans les églises grecques). La nef (naos) était encadrée par quatre piliers disposés en carré et supportant un dôme de type voûte nubienne (architecture semblable à celle de l'église sud d'Ikhmindi). La nef centrale était alignée avec la niche de l'autel et était légèrement plus large que les bas-côtés. Côté ouest, l'espace était divisé en trois pièces. De la pièce du milieu, qui était ouverte sur le naos, des portes menaient aux pièces latérales. Dans la pièce sud-ouest, un escalier menait jusqu'au toit. Les bas-côtés étaient couverts dans leur longueur par des voûtes nubiennes. En 1964 seuls les quatre piliers subsistaient.
Lors de la reconstruction de l'église sud, les pastophoria (partie est) ont été agrandis vers le sud (de 10 m) contrairement aux pièces de l'espace ouest, cela a donné naissance à une nef oblique. Dans cette église, Il ne semble pas y avoir eu de couloir derrière l'autel. Le plan était atypique, l'escalier menant au toit se trouvait dans le diakonicon. Les deux églises communiquaient entre elles par deux portes percées à travers leur mur de séparation.
Un synthronon, banc semi-circulaire réservé au clergé, existait dans les niches d'autel des deux églises. Il aurait donc été possible pour un évêque d'officier dans les églises. Cependant, il n'y a aucun indice permettant de dire que Tamit était le siège d'un évêché.
La plus ancienne poterie chrétienne trouvée sur place date du milieu du VIIIe ou IXe siècle. Cette église, probablement la plus ancienne de Tamit est datée de cette époque par Grossmann. L'église nord serait du XIe siècle, car l'église sud a été reconstruite entre les XIe et XIIIe siècles. Les doubles églises étaient très rares en Nubie. L'église du cimetière d'ar-Ramal avait deux salles d'autel absidiales l'une à côté de l'autre et l'église de Gindinarri une chapelle construite sur le côté nord.

### Église de l'archange Raphaël
L'église Saint-Raphaël, située à l'ouest de la cité, a été surmontée d'une tombe de saint islamique, c'est pourquoi elle est également appelée l'église du cheikh. La tombe, située directement au-dessus de la nef centrale, avait empêché Monneret de Villard de la découvrir dans les années 1930. En septembre 1964, Edda Bresciani trouva un monogramme avec le nom de l'archange Raphaël (ΡΑΘΑΗΛ) sur l'arche de la porte d'entrée nord. La mission italienne fouilla les ruines et n'atteignit le sol qu'à quelques endroits.
Ces fouilles ont révélé des peintures murales très altérées, elles se trouvent maintenant au musée copte du Caire. Dans l'une des pièces latérales de l'abside a été découverte une peinture murale représentant une apparition de Dieu (théophanie) sous forme d'une trinité et d'une croix gemmée. Ce motif n'a été trouvé que sept fois au total en Nubie : cinq proviennent de Faras et une d'Abdallah Nirqi, toujours situées dans les pièces auxiliaires. À partir de l'an 1000, en Nubie, la Trinité fut moins représentée et la croix, devenue précieuse, prit une place plus importante dans les peintures. La croix apparaît plus tard dans la niche de l'autel sans la représentation de Dieu telle qu'elle était peinte auparavant.
Le plan respecte le schéma habituel des églises nubiennes. Comme à l'église de Kaw, les quatre piliers centraux étaient reliés entre eux et aux murs extérieurs par des arcs doubleau. Ces séparations découpait l'espace en neuf parties chacune couverte d'un dôme. Sur la base de la structure des arcs encore existants, il semble que le dôme circulaire central devait être nettement plus haut que les dômes des huit autres espaces. À partir des formes du toit, on peut déduire qu'à cette époque, l'espace intérieur avait la forme d'une croix autour d'un pièce centrale. Les deux salles latérales orientales étaient quant à elles couvertes de voûtes transversales en berceau.
Derrière la niche semi-circulaire de l'autel, à l'est, un passage étroit reliait les deux pièces latérales carrées. À l'intérieur des trois pièces adjacentes à l'ouest, les escaliers se trouvaient probablement dans la pièce nord. Nef et bas-côtés étaient éclairés par de grandes fenêtres cintrées ouvertes dans les murs sud et nord ; la pièce du côté sud-ouest était éclairée quant à elle par deux fenêtres étroites (mur ouest).
Le bâtiment entier était presque entièrement fait de briques fabriquées avec de la boue extraites des rives du Nil. Les seules pierres présentes étaient utilisées pour deux linteaux au dessus des pièces du côté est et des arcs en pierre au-dessus des portes d'entrée nord et sud. Ces arcs n'avaient pas de supports appropriés, et n'étaient pas jointoyés. Ils devaient provenir d'un ancien bâtiment en pierre. En raison de la forme du toit en dôme, l'église ne peut pas avoir été construite avant le XIe siècle. Peter Grossmann estime la période de sa construction entre le XIIe et XIIIe siècles.

### Basilique à trois nefs
La nef centrale de cette basilique à trois nefs était surélevée, elle était couverte dans sa partie arrière d'un dôme surbaissé. cette forme d'architecture, rare en Nubie, a peut-être été inspirée de bâtiments égyptiens. On ne trouve cette forme qu'à l'église de la citadelle de Faras qui a elle même servi de modèle à l'église nord de Qasr Ibrim . Avec un diamètre intérieur de 3,3 mètres, le dôme central de cette basilique était le plus grand de toute la Basse Nubie, dépassant de peu celui de l'église du monastère d'ar-Ramal avec ses 3,1 mètres. L'église à dôme de Kulb d'un diamètre de 7,3 mètres est un cas particulier.
L'abside semi-circulaire était couverte par une voûte en berceau de forme conique, forme peu fréquente que l'on peut également trouver à l'église sud d'Ikhmindi.

### Autres églises
L'église centrale est également connue sous le nom d'église du cimetière en raison de sa fonction. Elle possède le passage habituel derrière l'abside. Une des portes était surmontée d'un arc formé de plusieurs couches (briques d'argile le long de la ligne circulaire).
Curieusement, les deux entrées de la nef vers les pièces latérales de l'abside manquaient dans l'église de l'Archange. Des restes de peinture étaient visible sur l'enduit des murs.
En général, peu de peintures murales ont survécu dans les églises rurales. Elles étaient probablement destinées à être des images dévotionnelles ou votives.